# Фандербейлпарк
Фа́ндербейлпарк (африк. Vanderbijlpark) — город в местном муниципалитете Эмфулени района Седибенг провинции Гаутенг (ЮАР).
Основание города связано с деятельностью южноафриканского инженера-электрика Хендрика ван дер Бейла. Он работал в США, когда в 1920 году премьер-министр ЯН Смэтс отозвал его на родину, чтобы сделать советником по промышленному развитию ЮАР. Ван дер Бейл руководил первым заводом компании «Iron and Steel Corporation» в Претории, но возросший спрос на металл в годы Второй мировой войны потребовал расширения производства, потому было приобретено 100 км² земли, чтобы выстроить там второй завод и город при нём. Завод начал работу в 1947 году, а о новом городе было объявлено в 1949.
В городе расположен один из кампусов Северо-западного университета, а также Технологический университет Ваала.